# جمال سالم
 جمال مصطفى سالم (1918 - 1968) ضابط طيران مصري وأحد الضباط الأحرار ولد في 1918 أثناء عمل والده في السودان، وهو يكبر أخاه صلاح سالم بعامين. تخرج من الكلية الحربية سنة 1938، وأوفدته الدولة في بعثات عسكرية خارج مصر إلى إنجلترا والولايات المتحدة.

## الضباط الاحرار

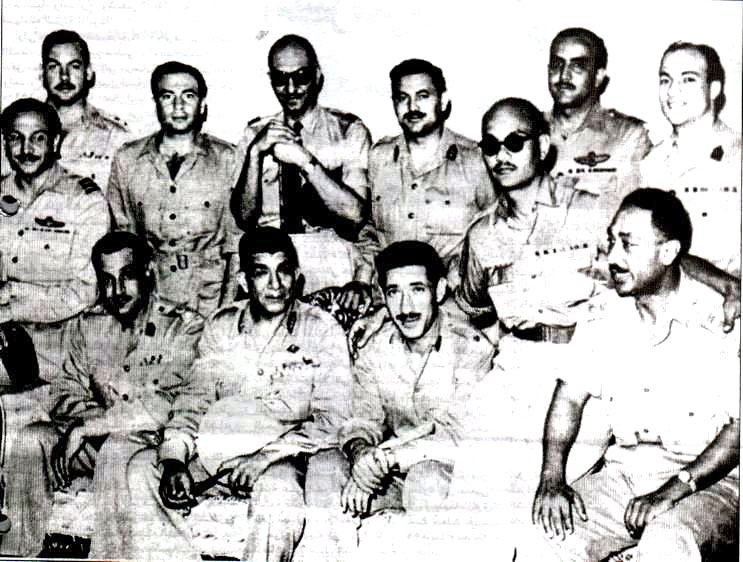
حركة الضباط الأحرار في مصر.

إنضم إلى تنظيم الضباط الأحرار فقد كان جمال سالم بمثابة تاسع أعضاء مجلس القيادة وقبل السادات مباشرة «العاشر». شارك في حرب فلسطين. وبعد نجاح حركة يوليو 1952 وسيطرتها على السلطة في مصر، اختير جمال سالم رئيسا للجنة العليا للإصلاح الزراعي التي لعبت دورا بارزا في تصفية ممتلكات كبار ملاك الأراضي الزراعية.

## حياته السياسية
ساهم في الصراع على السلطة بين الرئيس محمد نجيب وجمال عبد الناصر، وانحاز انحيازا مطلقا إلى عبد الناصر، فيما عُرف في السياسة المصرية (بأزمة مارس) عام 1954، ورأس محكمة الثورة التي أصدرت الحكم بالإعدام على عدد من قيادات جماعة الإخوان المسلمين. كانت له آراء متطرفة أوردها عدد من زملائه في مجلس قيادة الثورة في مذكراتهم، ومنها اقتراحه بإعدام جميع ضباط المدفعية الذين اعترضوا على بعض قرارات المجلس في يناير 1953.

## منصبه الوزراي
اختير وزيرا للمواصلات في سبتمبر 1954، ورأس محكمة الثورة في ذلك العام، وقد شكلت هذه المحكمة لمحاكمة قيادات جماعة الإخوان المسلمين، وأصدر حكما بالإعدام على عدد من قياداتهم البارزة، منهم عبد القادر عودة ومحمد فرغلي، ووصفه السادات في مذكراته «البحث عن الذات» بأنه كان حاد المزاج، عصبيا إلى حد غير طبيعي، لا يهاب الدم، وهو ما دفع بالرئيس عبد الناصر في النهاية إلى الحد من اختصاصاته. أصيب بالسرطان ، وتوفي في مايو 1968 .